# Adolf Obreza
Adolf Obreza, slovenski politik, * 7. september 1834, Gorica, † 26. september 1886, Cerknica.

## Življenje in delo
V Gorici je dokončal 5 razredov gimnazije (1850) in se nato preselil v Cerknico, kjer je po stricu podedoval hišo in posestvo. V letih 1860–1870 je bil župan v Cerknici. V kranjskem deželnem zboru je kot poslanec v letih 1874−1977 in 1884-1886 zastopal kmečke občine Postojna-Logatec-Senožeče-Lož-Bistrica-Cerknica. V deželnem zboru je bil član šolskega odseka (1874), izvoljen kot namestnik v deželno komisijo za uravnavo zemljiškega davka (1876), finančnega (1877) in gospodarskega odseka (1877, 1884). V dunajskem državnem zboru, v katerem je deloval od 1879 do smrti, pa se je zavzemal za gradnjo železnice Ljubljana-Karlovec (1880) in zakonskem načrtu glede privolitve in pogojev za kamniško železnico (1885) in za železniško zvezo Trst-Hrpelje (1883).